# Faculdade de Arquitetura e Urbanismo da Universidade Presbiteriana Mackenzie
Faculdade de Arquitetura e Urbanismo da Universidade Presbiteriana Mackenzie (FAU-Mackenzie) é uma Faculdade de Arquitetura e Urbanismo do Estado de São Paulo, criada em 12 de agosto de 1947 (Reconhecida pelo Decreto nº 23.275 de 7 de julho de 1947. É uma das mais importantes escolas de Arquitetura e Urbanismo do país. Teve sua origem na Escola de Engenharia Mackenzie; onde funcionava o curso direcionado à formação de engenheiros-arquitetos, criado por Cristiano Stockler das Neves em 1917.
Comumente denominada Arquitetura Mackenzie, a atual unidade possui mais de 3.000 alunos e concentra os cursos de Arquitetura e Urbanismo em níveis de graduação e pós-graduação (mestrado, doutorado e especializações) e o curso de Desenho Industrial em nível de graduação com habilitações em Programação Visual e Projeto de Produto.
A FAU-Mackenzie teve grande influência na construção da arquitetura paulista(na), tendo formado vários de seus expoentes, como os arquitetos: Telésforo Cristofanni, Miguel Forte, Pedro Paulo de Mello Saraiva, Joan Villà, Fábio Penteado, Oswaldo Bratke, Paulo Mendes da Rocha, Carlos Bratke, Chu Ming Silveira, Roberto Loeb, Júlio Neves, Isay Weinfeld, Márcio Kogan, Aron Kogan, Arthur Casas, Jorge Wilheim, Carlos Alberto Cerqueira Lemos, Décio Tozzi, Mario Biselli, Luiz Benedito Telles, dentre outros. Seus graduandos são frequentemente apontados como os principais arquitetos do cenário nacional. Nomes que se tornaram relevantes no cenário nacional como Renata Falzoni, Carlos Fajardo, Silvio Lancellotti e Boris Kossoy também se graduaram na instituição. Andrea Tonacci, diretor membro do Cinema Marginal também foi aluno da instituição, apesar de não ter finalizado o curso.

## Diretores e corpo docente
Seu primeiro diretor, e também fundador, foi o arquiteto Cristiano Stockler das Neves, formado na Universidade da Pennsilvânia, autor do projeto da Estação Júlio Prestes em São Paulo; hoje revitalizada (também por um ex-aluno e professor, Nelson Dupré) e sede da Orquestra Sinfônica Estadual, a Sala São Paulo. Foi prefeito interino da cidade de São Paulo.
Seu atual diretor é o Prof. Dr. Carlos Leite, cargo o qual já foi ocupado por Angélica Aparecida Tanus Benatti Alvim, Valter Luís Caldana Jr, Nádia Somekh, Carlos Egídio Alonso, Walter Saraiva Kneese, Roberto Righi, Sidney de Oliveira, Hoover Américo Sampaio, Luiz Teixeira Torres, Jun Okamoto, João Pedro de Carvalho Neto, Salvador Roque Augusto Cândia, Gustavo Ricardo Caron, Roberto Frade Monte, João Francisco Portilho de Andrade, Francisco José Esteves Kosuta, Serafim Orlandi, Américo da Graça Martins e Cristiano Stockler das Neves.
Seu corpo docente conta com: Carlos Leite, Luiz Gê, Carlos Guilherme Mota, Nelson Dupré, Abilio Guerra, Lizete Maria Rubano, Catherine Otondo, César Shundi Iwamizu, Renato Anelli, Silvio Oksman, Fernando de Mello Franco, Luis Espallargas, Héctor Vigliecca, Mario Biselli, Lauresto Esher; Antônio Carlos Sant'Anna Jr.,Jun Okamoto, Cândido de Malta Campos, Anne Marie Summer, Gilda Collet Bruna, Mário Lasar Segall, Gilberto Beleza, Igor Guatelli, Ivan Lubarino Piccoli dos Santos, Joan Villà, Cecília Rodrigues dos Santos, Eduardo Sampaio Nardelli, Roberto Righi, Ana Gabriela Godinho Lima, Rafael Antonio Cunha Perrone, Ruth Verde Zein, entre outros.
Teve como professores os arquitetos Ruy Ohtake, Rosa Grena Kliass, Pedro Paulo de Mello Saraiva e Marcelo Fragelli.

## Destaques
Em 2006, o arquiteto mackenzista Paulo Mendes da Rocha recebeu o Prêmio Pritzker de Arquitetura, considerado o Nobel da área.